# ماريوس هيلير
ماريوس هيلير (بالألمانية: Marius Hiller)‏ (و. 1892 – 1964 م) هو لاعب كرة قدم، من ألمانيا، ولد في بفورتسهايم، يلعب كمهاجم، توفي في بوينس آيرس، عن عمر يناهز 72 عاماً.

## روابط خارجية
- ماريوس هيلير على موقع قاعدة بيانات كرة القدم.إي يو (الإنجليزية)
- ماريوس هيلير على موقع بيانات كرة القدم. دي إي (الألمانية)
- ماريوس هيلير على موقع ناشيونال فوتبول تيمز (الإنجليزية)
- ماريوس هيلير على موقع عالم كرة القدم.نت (الإنجليزية)